# 시부카와시
시부카와시(일본어: 渋川市)는 일본 군마현 중앙부, 간토평야 최북서부에 있는 시이다. 도쿄도에서 약 120km 떨어져 있다.
옛날부터 역참 마을로 번창했고 지금도 마에바시시와 군마현 북부의 주요 도시인 누마타시의 중간 지점이자 일본에서 유명한 온천인 구사쓰 온천과 이카호 온천, 시마 온천으로 가는 관문 역할을 하는 교통의 요지이다.

## 지리
일본 열도의 거의 중앙에 위치한다. 서쪽으로 하루나산, 동쪽으로 아카기산을 끼고 있고, 북쪽에는 고모치산과 오노코산이 솟아 있다. 북쪽에 도네강, 서쪽에 아가쓰마강이 흐르며, 시내에서 합류한다.

## 역사
예로부터 미쿠니 가도의 역참이 있던 교통의 요지로 번창했다.
- 1889년 4월 1일 - 정촌제 시행과 함께 니시군마군에 시부카와정, 가나시마촌, 후루마키촌, 도요아키촌이 설치되었다.
- 1896년 4월 1일 - 니시군마군과 가타오카군이 합병해 군마군이 성립하였다.
- 1949년 10월 1일 - 군마군에서 기타군마군이 분리되었다.
- 1954년 4월 1일 - 기타군마군 시부카와정, 가나시마촌, 후루마키촌, 도요아키촌 등 1정 3촌이 합병해 구 시부카와시가 성립하였다.
- 2006년 2월 20일 - 구 시부카와시와 기타군마군 이카호정, 오노가미촌, 고모치촌, 세타군 아카기촌, 기타타치바나촌의 신설 합병으로 현재의 시부카와시가 되었다.

## 교통

### 철도
- 동일본 여객철도
  - 조에쓰선
  - 아가쓰마선

### 도로
- 간에쓰 자동차도
- 국도 제17호선
- 국도 제353호선

## 인구
| 연도 | 인구   | ±%     |
| ---- | ------ | ------ |
| 1920 | 53,195 | —      |
| 1930 | 59,999 | +12.8% |
| 1940 | 64,636 | +7.7%  |
| 1950 | 82,971 | +28.4% |
| 1960 | 82,202 | −0.9%  |
| 1970 | 83,756 | +1.9%  |
| 1980 | 88,838 | +6.1%  |
| 1990 | 91,094 | +2.5%  |
| 2000 | 89,795 | −1.4%  |
| 2010 | 83,330 | −7.2%  |
| 2020 | 74,581 | −10.5% |

|                                                | |
| 시부카와시의 전국의 연령별 인구 분포（2005년） | 시부카와시의 연령·남녀별 인구 분포（2005년）                                                                              |
| ■자주색 ― 시부카와시 ■녹색 ― 일본전국          | ■파랑색 ― 남자 ■빨간색 ― 여자                                                                                             |
| · 시부카와시（에 해당되는 지역）의 인구추이    | |
| 일본 총무성 통계국 국세조사 결과               | |
|                                                | 이 그래프는 더 이상 지원되지 않는 레거시 그래프 확장 기능을 사용하고 있습니다. 새로운 차트 확장 기능으로 변환해야 합니다. |